# 郭秩
郭秩（？—？），山西太原府祁縣人，明朝政治人物。

## 生平
洪武二十九年（1396年）丙子科山西鄉試舉人，三十年（1397年）中式丁丑科會試，未殿試，建文二年（1400年）補庚辰科殿試三甲第二十三名進士。永樂元年（1403年）授郾城縣知縣，後遷都督府都事。